# Bob Cooper
Robert Cooper fue un saxofonista, compositor y arreglista de jazz, estadounidense, nacido en Pittsburgh (Pensilvania), el 6 de diciembre de 1925, y fallecido el 5 de agosto de 1993, en Hollywood, California.

## Trayectoria
Trabajó con la big band de Stan Kenton, con solo 19 años, actuando como primer saxo tenor solista de la banda, a la vez que realizaba composiciones y arreglos para ella, Estuvo con Kenton entre 1945 y 1951, pasando después a formar parte de las orquestas de Shorty Rogers, Shelly Manne, Maynard Ferguson y Pete Rugolo, convirtiéndose después en uno de los pilares de las sesiones del Lighthouse con Howard Rumsey, la quintaesencia del West Coast jazz. Graba varios discos para Contemporary Records, entre ellos Coop! (1958), su principal obra. Trabaja con su mujer, la cantante June Christy, y diversos grupos propios, además de mantener su colaboración con Rumsey. 
En los años 1960 desarrolla su trabajo en el campo de la música de cine, además de componer diversas obras (Music for jazz saxophones and Simphony Orchestra, por ejemplo). En la década siguiente, tocará en las big bands de Bill Holman y Terry Gibbs, además de mantener un grupo con Harry Edison y Snooky Young.
Cooper tocaba, además del tenor, el oboe y el corno inglés, con los que aparece en numerosas grabaciones, incluyendo algunas con Max Roach.